# Synagoge (Koryčany)
Koordinaten: 49° 6′ 25,4″ N, 17° 9′ 53,1″ O

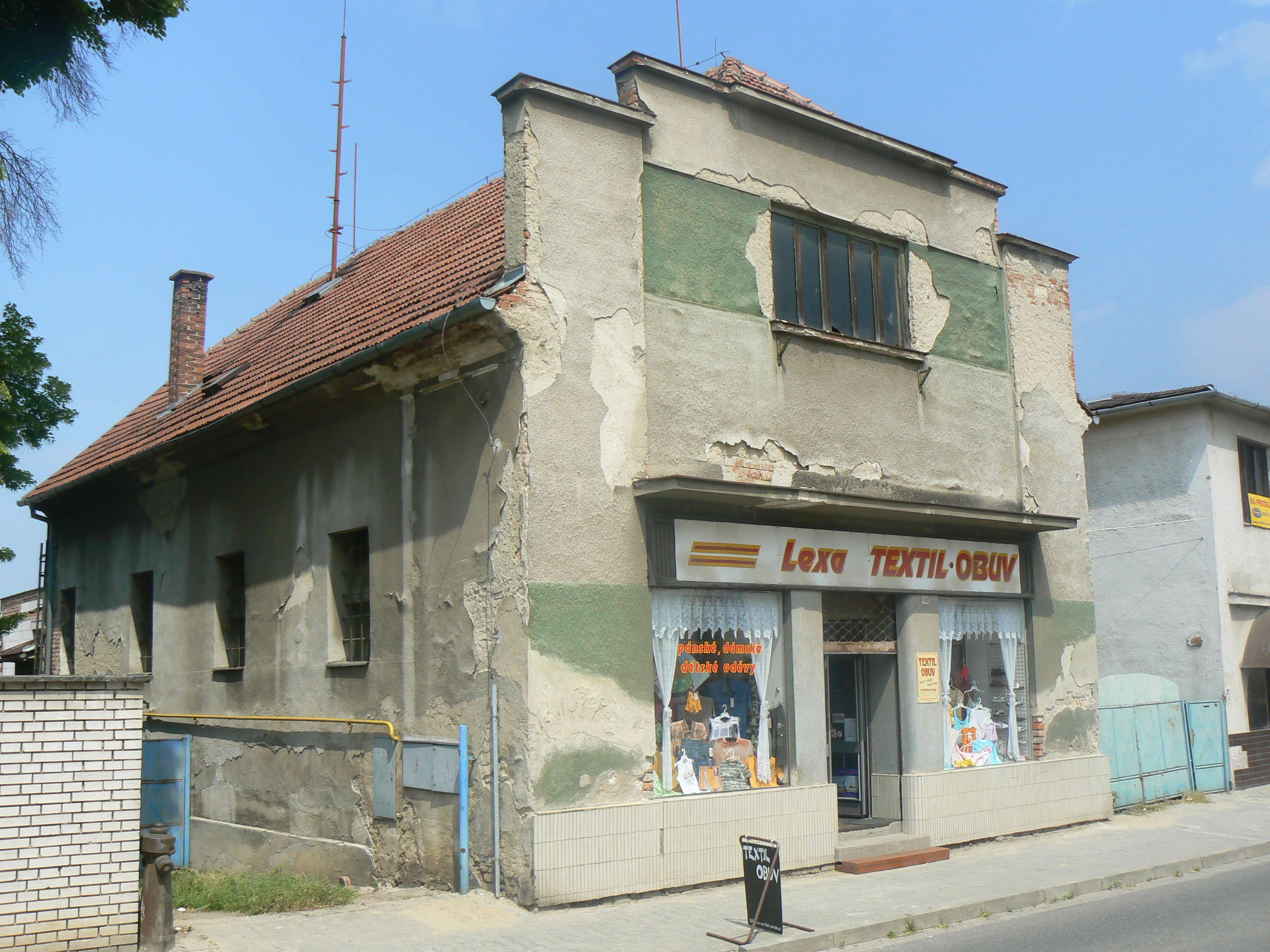
Synagoge in Koryčany (2008)

Die Synagoge in Koryčany (deutsch Koritschan), einer Stadt im Okres Kroměříž im Zlínský kraj in Tschechien, wurde Ende des 18. Jahrhunderts errichtet. Die profanierte Synagoge im Stil des Barock wurde zwischen den beiden Weltkriegen in eine Turnhalle umgebaut. Nach 1945 wurde eine Verkaufsstelle in der ehemaligen Synagoge eingerichtet.